# Carsten Sänger
Carsten Sänger (* 8. November 1962 in Kerspleben; auch Karsten Sänger) ist ein deutscher Fußballtrainer und ehemaliger Fußballspieler.

## Sportliche Laufbahn

### Clubkarriere
Der Defensivspieler Sänger durchlief ab 1971 die Jugendmannschaften Rot-Weiß Erfurts und gelangte 1980 noch als 17-Jähriger in den Erfurter Oberliga-Kader, der in der gleichen Saison das Finale des FDGB-Pokals erreichte und dort gegen den FC Carl Zeiss Jena unterlag. Bis zur deutschen Wiedervereinigung, in deren Folge Erfurt als Tabellendritter der Saison 1990/91 zwar den UEFA-Pokal 1991/92 erreichte, aber nur in die 2. Bundesliga eingegliedert wurde, absolvierte Sänger 225 Partien in der höchsten ostdeutschen Spielklasse, in denen ihm vier Tore gelangen. Dabei hatte Sänger durch einen vermeintlichen Doping-Fall Aufmerksamkeit innerhalb des DDR-Fußballs erregt, als er im August 1990 eine von ihm geforderte Urinprobe zunächst nicht in ausreichender Menge abgeben konnte und stattdessen Schiedsrichter Thomas Eßbach eine entsprechende Probe für ihn bereitstellte. Da Eßbach jedoch schmerzstillende Mittel gegen seine Rückenbeschwerden genommen hatte, wurde die Urinprobe positiv getestet und Sänger des Dopings beschuldigt. Eßbach gab in der Verhandlung vor dem DFV-Sportgericht im September 1990 jedoch die unerlaubte Hilfestellung zu und wurde bis zum 30. November 1990 gesperrt, Sänger erhielt fünf Spiele Sperre und eine Geldstrafe.
In der Zweitligasaison 1991/92 bestritt Sänger daraufhin vier Einsätze im europäischen Wettbewerb sowie weitere 32 Einsätze im Ligabetrieb für die Erfurter, die in die nunmehr drittklassige Amateur-Oberliga abstiegen.
Zur Saison 1992/93 wechselte Sänger daraufhin zum Bundesligaabsteiger F.C. Hansa Rostock, für den er binnen zwei Spielzeiten 73 Zweitligapartien absolvierte. Im Anschluss wechselte Sänger zum Regionalligisten FC Sachsen Leipzig, den er in 28 Einsätzen (ein Tor) in der Saison 1994/95 wieder verließ und sich dem Zweitligaaufsteiger FC Carl Zeiss Jena anschloss. Nach 64 Einsätzen für Jena (in denen er ein Tor erzielte) im Unterhaus des deutschen Profifußballs kehrte Sänger 1997 zum FC Sachsen Leipzig zurück, absolvierte für diesen 17 Einsätze in der Regionalliga und wurde zwischenzeitlich Spielertrainer der Leipziger. Bereits zur Folgesaison ging Sänger zum FC Carl Zeiss zurück, der mittlerweile aus der 2. Bundesliga in die Regionalliga abgestiegen war. Nach weiteren 28 Spielen für Jena verließ Sänger den Verein erneut und schloss sich seinem einstigen Verein Rot-Weiß Erfurt an. Nach acht Spielen für Erfurt in der Regionalliga verunglückte Sänger am 18. September 1999 auf der Heimfahrt nach Rückkehr von einem Punktspiel in Zwickau schwer und verlor dabei ein Bein, wodurch seine aktive Karriere beendet wurde.

### Auswahleinsätze
Von 1979 bis 1981 gehörte Sänger zum Kader der DDR-Juniorennationalelf, für die er 23 Länderspiele bestritt und einen Treffer im letzten Auftritt erzielte. Beim UEFA-Juniorenturnier, der inoffiziellen Europameisterschaft dieser Altersklasse, im Jahr 1980 gehörte er vor heimischen Publikum zum Aufgebot, wurde beim Vorrundenaus des Teams, zum jüngeren Jahrgang zählend, aber nicht eingesetzt. Im Folgejahr konnte sich die von Trainer Günter Rosenthal trainierte DFV-U-18 um Kapitän Stefan Meixner nicht für die Endrunde der 1. Junioren-EM in der Bundesrepublik qualifizieren. In den Qualifikationsspielen (0:2 in Radom und 1:2 in Anklam) gegen die polnischen Junioren stand Sänger dabei jeweils in der Startformation.
Anschließend wurde er in die Nachwuchsauswahl übernommen, in der er bis 1983 in 24 Länderspielen aufgeboten wurde. In den Jahren 1983 und 1984 kam Sänger in fünf Länderspielen der DDR-Olympiaauswahl zum Einsatz. Ob er zum endgültigen Kader gehörte hätte, blieb im Nachhinein eine hypothetische Frage, denn durch den Boykott der sozialistischen Länder der Olympischen Spiele in Los Angeles konnte sich die ostdeutsche Olympiaelf, die sich für das Endrundenturnier in den USA qualifiziert hatte, nicht an den Medaillenkämpfen beteiligen.
Sein Debüt in der DDR-A-Nationalmannschaft gab Sänger am 28. März 1984 beim 2:1 gegen die Tschechoslowakei in Erfurt. Es folgten bis 1987 weitere 15 Nationalmannschaftseinsätze. In acht dieser 16 Partien ging die in dieser Zeit von Bernd Stange trainierte DDR-Auswahl als Sieger vom Platz.

## Trainerlaufbahn
Sänger übernahm 2000 den SSV Erfurt Nord und führte ihn 2003, inzwischen als FC Erfurt Nord firmierend, in die Oberliga. Sein Vertrag wurde am 11. März 2004 aufgelöst. In der Saison 2009/10 trainierte er den Thüringer Landesklasseverein FC Blau-Weiß Dachwig-Döllstädt in der siebthöchsten Liga.

## Weiterer Werdegang
Sänger hat akademische Abschlüsse in seiner Berufslaufbahn erworben und war als Sportlehrer tätig. Zu Beginn der 2020er-Jahre arbeitet er als Förderpädagoge.